# 이집트 항공 181편 납치 사건
이집트 항공 181편(영어: Egypt Air Flight 181)은 2016년 3월 29일, 알렉산드리아의 보르그 엘 아랍 국제공항에서 카이로의 카이로 국제공항으로 가는 항공편이었다. 키프로스 라르나카 라르나카 국제공항에 착륙하였으며, 라르니카 국제공항은 폐쇄되었다. 항공기 안에는 55명의 승객이 타고 있었다.

## 같이 보기
- 이집트 항공 804편 추락 사고